# Sprungpolster

Sprungpolster 16 – zu Übungszwecken in einem Wald aufgebaut

Das Sprungpolster wird als Sprungrettungsgerät der Feuerwehr zur Menschenrettung aus brennenden Gebäuden oder zur Sicherung absturzgefährdeter Personen eingesetzt. Die häufig benutzten Begriffe „Sprungretter“ und „Sprungkissen“ nach der Bauartbezeichnung sind umgangssprachlich, die in der DIN-Norm genutzte Bezeichnung ist „Sprungpolster“. Die gebräuchlichste Form in Deutschland ist das „Sprungpolster 16“, geeignet für Sprunghöhen bis 16 m.

## Größen
Bei den öffentlichen Feuerwehren in Deutschland werden hauptsächlich „Sprungpolster 16“ („SP 16“, nach DIN 14151-1:2004-08 und DIN 14151-3:2002-04) eingesetzt. Diese Sprungpolster ermöglichen Sprunghöhen bis zu 16 m, was etwa dem vierten bis fünften Obergeschoss eines Wohngebäudes entspricht. Das SP 16 ist im aufgeblasenen Zustand je 3,50 m lang und breit sowie etwa 1,70 m hoch. Es wiegt einsatzbereit ca. 55 kg. Die benötigte Aufstellfläche beträgt rund 3,80 × 3,80 m.
Weiterhin sind je nach Hersteller die Größen „SP 23“, „SP 25“, „SP 40“ und „SP 60“ verfügbar. Diese Sprungkissen sind jedoch bei öffentlichen Feuerwehren selten im Einsatz.

## Konstruktion
Das Sprungpolster besteht aus einem aufblasbaren Schlauchgerüst mit speziellen Planen, das mit Hilfe einer Druckluftflasche innerhalb von rund 90 Sekunden einsatzbereit gemacht wird. Dazu werden lediglich die Hülle und danach die Druckluftflasche geöffnet. Das Sprungpolster entrollt sich selbsttätig und richtet sich auf. Das mit Druckluft gefüllte Schlauchgerüst bildet oben und unten einen quadratischen, luftgefüllten Rahmen, welcher in den Ecken durch senkrechte Schlauchsäulen verbunden ist. Das Sprungpolster ist komplett mit Spezialplanen umgeben, die zum einen die springende Person auffangen und zum anderen die Luft im Hohlraum des Sprungpolsters daran hindern, zu schnell zu entweichen. Am unteren Rahmen wird eine Druckluftflasche angeschlossen und das Gerüst mit einem Überdruck von 0,3–0,45 bar gefüllt, wodurch sich die Konstruktion aufrichtet. Beim Aufrichten des Sprungpolsters wird der Innenraum mit Umgebungsluft gefüllt, welche beim Aufprall durch in Größe und Anzahl definierte Öffnungen an den Seiten langsam entweicht. So wird die kinetische Fallenergie des Körpers kontrolliert in Reibungsverluste ausströmender Luft umgesetzt. Nach dem Sprung ist das Sprungpolster bereits nach zehn Sekunden ohne Zutun der Einsatzkräfte wieder einsatzbereit. Pressluft muss dabei nicht nachgefüllt werden. Die Sprungfrequenz richtet sich lediglich danach, wie schnell die eingesprungene Person aus dem Gerät entfernt werden kann.
Das Sprungpolster kann durch zwei Personen bedient werden; im Vergleich dazu werden beim Einsatz eines Sprungtuchs sechzehn, beim Sprungtuch mit Unterstützung sechs Feuerwehrangehörige als Haltemannschaft benötigt, weshalb insbesondere Sprungtücher heute kaum mehr verwendet werden.

## Einsatz des Sprungpolsters
Sprungpolster kommen, wie alle Sprungrettungsgeräte dann zum Einsatz, wenn beispielsweise der Einsatz einer Drehleiter nicht möglich ist (z. B. Hinterhof, keine Anfahrt möglich) und auch andere Rettungswege nicht zur Verfügung stehen. Im Einsatzfall (Person droht zu springen, absturzgefährdete Person) wird das Sprungpolster außerhalb des möglichen Aufschlagsbereichs der gefährdeten Person komplett aufgebaut und erst wenn es einsatzbereit ist in Stellung gebracht. Dadurch wird vermieden, dass die zu rettende Person zu früh springt. Nachdem das Sprungpolster in Stellung gebracht wurde, müssen die Einsatzkräfte einen ausreichenden Sicherheitsabstand zum Rettungsgerät einhalten, weil die Gefahr besteht, dass die zu rettende Person das Sprungpolster verfehlt oder davon abprallt, was wiederum ein erhebliches Sicherheitsrisiko für die Einsatzkräfte darstellt.
Durch die DIN 14151 fest vorgeschrieben sind die Prüffristen sowie der Lebenszyklus eines Sprungkissens. Neben einer jährlichen Prüfung gibt es besondere Sicherheitshauptprüfungen, welche im 5., 8. sowie 13. Einsatzjahr fällig sind. Diese Prüfungen können von geschultem Personal der Feuerwehr, Handelspartner oder Hersteller durchgeführt werden. Im zehnten Jahr kommt es zur Sicherheitsgeneralprüfung, welche ausschließlich vom Hersteller gemacht werden darf. Die Lebensdauer des Sprungkissens ist aus Gründen der Produktsicherheit und -haftung auf 15 Jahre begrenzt.

### Druckluftflaschen ohne Abströmsicherung im Ventil
Atemschutzgeräte und Tauchgeräte samt der Druckluftflaschen werden zunehmend für 300 statt bisher 200 bar Betriebsdruck gebaut.
Bricht ein Flaschenventil oder wird ein Ventil händisch oder anders versehentlich ohne angeschlossene Armatur geöffnet, strömt Luft mit hoher Flussrate und Geschwindigkeit aus, was sowohl einen verletzungsgefährlichen Strahl als auch einen großen Rückstoß erzeugt, der eine unbefestigte Flasche stark beschleunigen kann. Eine in der Flaschenseite des Ventils optional verbaute Abströmsicherung (EFV excess flow valve), begrenzt den maximalen Durchfluss durch eine durchflussgetriggerte Drossel. Soll nun ein Sprungpolster rasch aufgeblasen werden, ist eine besonders hohe Durchflussrate erwünscht. Ein Ventil mit Abströmsicherung erhöht die Aufbauzeit eines Sprungpolsters stark. Um erkennen zu können, dass ein Ventil so gesichert ist, bietet zumindest ein Ventilhersteller graue und für die Schweiz blaue Handräder als Markierung solcher Ventile an. Ventilhandräder für Atemschutzgeräte sind sonst üblicherweise – außen – aus schwarzem Gummi.

## Übungen und Vorführungen
Sprünge zu Schau- und Übungszwecken mit Testpersonen sind wegen der hohen Unfallgefahr entsprechend der DIN 14151 ausdrücklich verboten. Zur Übung dürfen nur geeignete Fallkörper (Sandsäcke, Dummys) benutzt werden, welche eine Masse von 50 kg nicht überschreiten dürfen, sowie aus maximal zwölf Metern Fallhöhe auf das Sprungpolster fallen gelassen werden dürfen.

## Länderspezifische Unterschiede der Anwendung
In Deutschland gehört das Sprungpolster SP-16 nach DIN 14151-3 zur Normbeladung einiger Fahrzeuge (z. B. LF20). Diese generelle Entscheidung wird vom FA Technik des AGBF als „deutlich diskussionswürdig“ angesehen, da in vielen Orten baulich keine Notwendigkeit besteht bzw. auch Doppelausstattungen mit einem solchen Ausrüstungsgegenstand, z. B. bei überörtlich ausrückenden Hubrettungsfahrzeugen, nicht sinnvoll sind.
Dazu im Gegensatz werden in anderen Ländern, wie z. B. England oder USA keine Sprungpolster eingesetzt. Gründe gegen einen Einsatz von Sprungpolstern erschließen sich z. B. aus Produkthaftung der Hersteller (USA) oder historisch gewachsene Alternativen zu Sprungkissen, wie vorgeschriebene Rettungswege in Gebäuden über 18 Meter (UK).